# Pachycephala hyperythra
A Pachycephala hyperythra a madarak osztályának verébalakúak (Passeriformes) rendjébe és a légyvadászfélék (Pachycephalidae) családjába tartozó faj.

## Rendszerezése
A fajt Tommaso Salvadori olasz ornitológus írta le 1876-ban.

## Alfajai
- Pachycephala hyperythra hyperythra (Salvadori, 1876) - a Wandermmen-hegység, a Weyland-hegység és a Foja-hegység területén, valamint a Fly a Palmer és a Tedi-folyók mentén honos.
- Pachycephala hyperythra sepikiana (Stresemann, 1921) - Új-Guinea északi részének hegyvidékein él.
- Pachycephala hyperythra reichenowi (Rothschild & Hartert, 1911) - a Saruwaged területen él.
- Pachycephala hyperythra salvadorii (Rothschild, 1897) - hegyvidéki területeken él a Kutubu-tó és a Bosavi-hegy környékén. [2]

## Előfordulása
Új-Guinea szigetén, Indonézia és Pápua Új-Guinea területén honos. Természetes élőhelyei a szubtrópusi és trópusi síkvidéki és hegyi esőerdők. Állandó, nem vonuló faj.

## Megjelenése
Testhossza 15 centiméter, testtömege 25–29 gramm.

## Életmódja
Rovarokkal táplálkozik.

## Természetvédelmi helyzete
Az elterjedési területe nagyon nagy, egyedszáma pedig stabil. A Természetvédelmi Világszövetség Vörös listáján nem fenyegetett fajként szerepel.